# Кравансер
Кравансе́р (фр. Cravencères) — коммуна во Франции, находится в регионе Юг — Пиренеи. Департамент — Жер. Входит в состав кантона Ногаро. Округ коммуны — Кондом.
Код INSEE коммуны — 32113.

## География

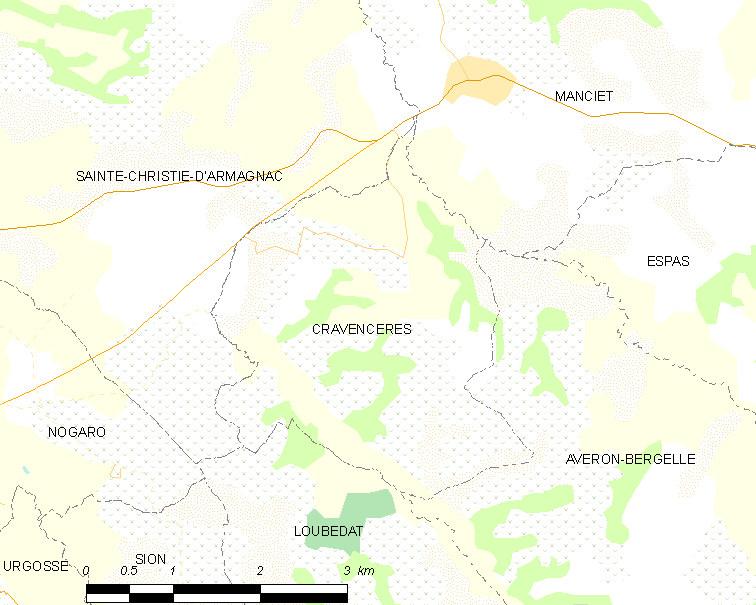
Карта коммуны

Коммуна расположена приблизительно в 600 км к югу от Парижа, в 115 км западнее Тулузы, в 50 км к западу от Оша.
На северо-востоке коммуны протекает река Дуз.

## Население
Население коммуны на 2010 год составляло 105 человек.
| 1962 | 1968 | 1975 | 1982 | 1990 | 1999 | 2010 |
| ---- | ---- | ---- | ---- | ---- | ---- | ---- |
| 170  | 154  | 151  | 124  | 112  | 118  | 105  |

## Администрация
| Период | Период | Фамилия         | Партия | Примечания |
| ------ | ------ | --------------- | ------ | ---------- |
| 2001   | 2008   | Жан-Клод Экспер |        |            |
| 2008   | 2020   | Жаклин Дарбо    |        |            |

## Экономика
В 2010 году среди 54 человек трудоспособного возраста (15-64 лет) 37 были экономически активными, 17 — неактивными (показатель активности — 68,5 %, в 1999 году было 70,8 %). Из 37 активных жителей работали 31 человек (19 мужчин и 12 женщин), безработных было 6 (3 мужчин и 3 женщины). Среди 17 неактивных 5 человек были учениками или студентами, 8 — пенсионерами, 4 были неактивными по другим причинам.